# Dom van Innsbruck
De Domkerk Sint-Jacob (Duits: Dom St. Jakob) of de Dom van Innsbruck (Innsbrucker Dom) is de in de Oostenrijkse plaats Innsbruck gelegen kathedraal van het rooms-katholieke bisdom Innsbruck.
Het patrocinium van Sint-Jacobus wijst op de locatie van de kerk aan de pelgrimsroute naar Santiago de Compostela in Spanje, in de middeleeuwen een van de drie belangrijkste pelgrimsoorden van de christenheid.

## Geschiedenis

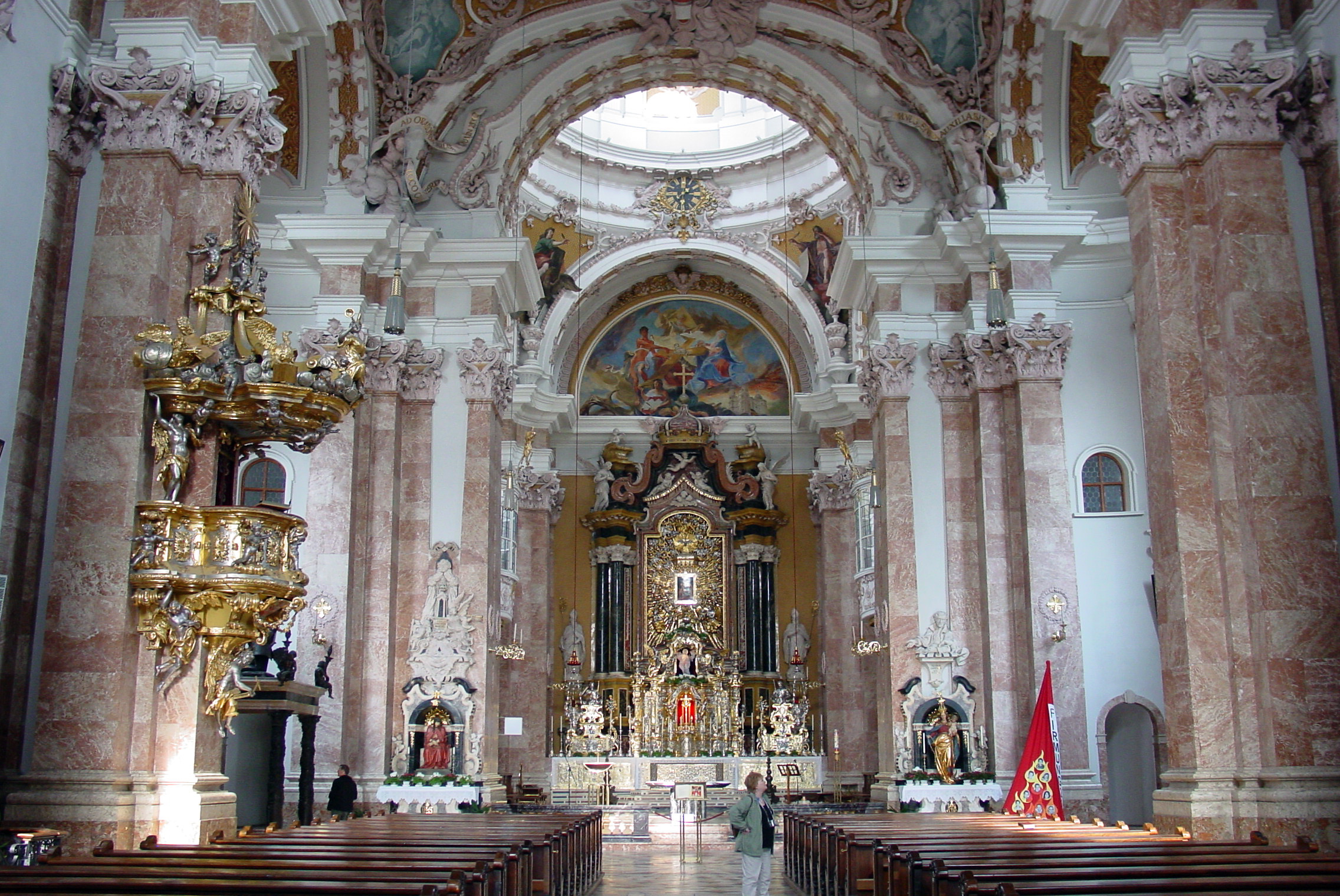
Interieur

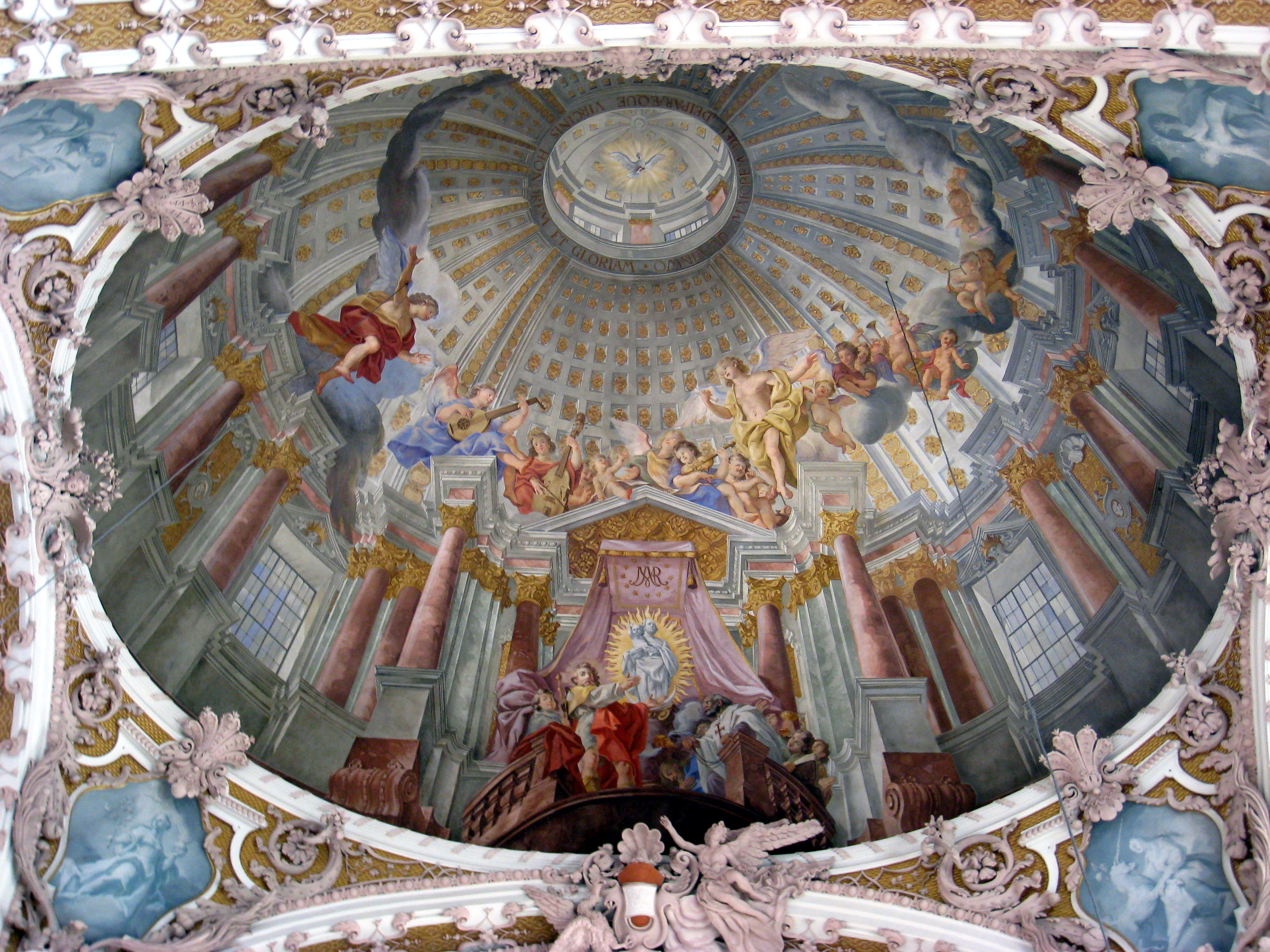
Beschildering van Cosmas Damian Asam

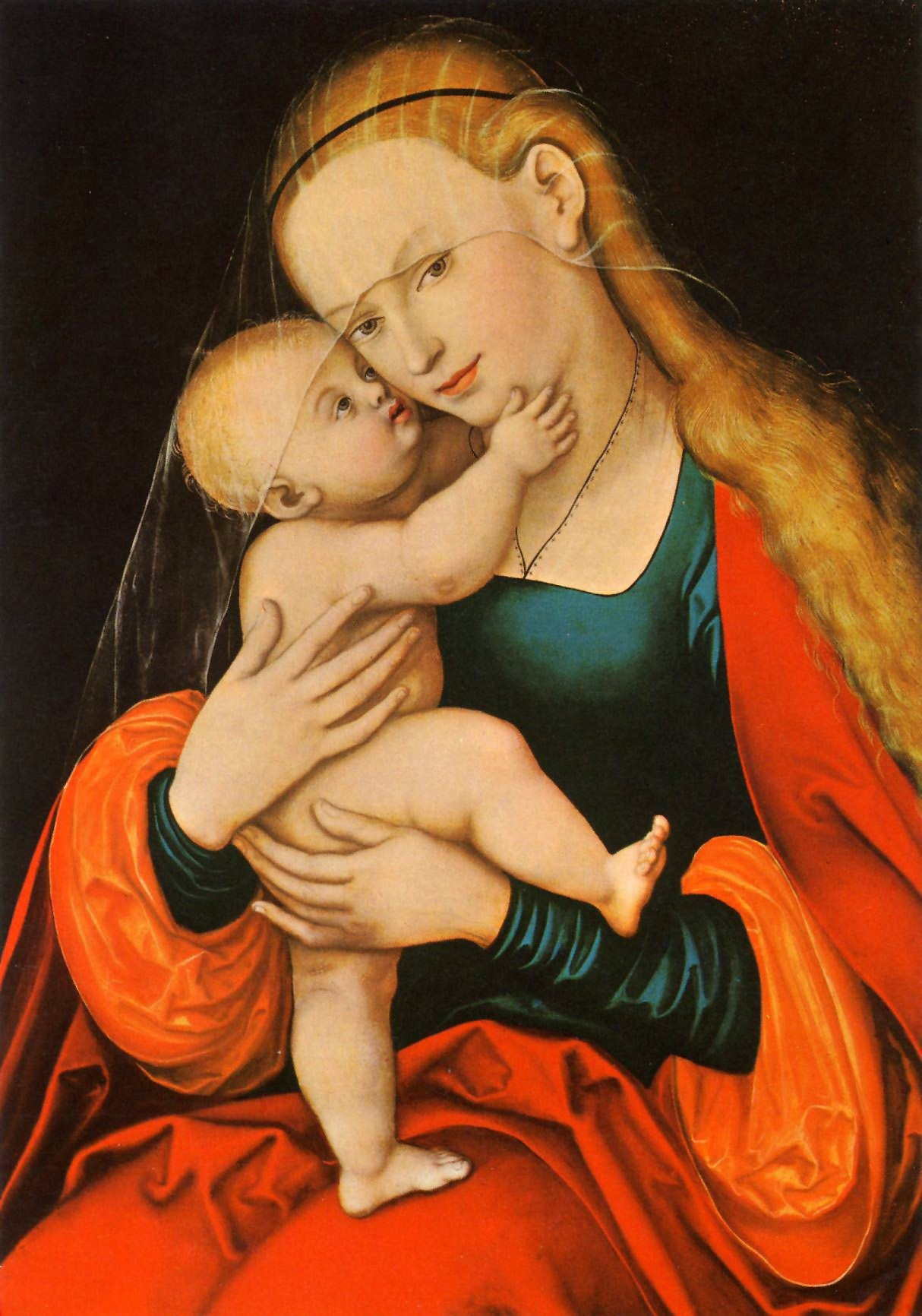
Het genadebeeld Maria Hulp bevindt zich in het hoofdaltaar van de domkerk

De vroegste verwijzing naar de kerk dateert uit 1180. Het betreft een verdrag waarin de kerk wordt omschreven als ecclesia in foro. Alhoewel de kerk later in meer documenten wordt vermeld, is er verder niets bekend van deze eerste romaanse kerk. Uit 1494 dateert de oudst bewaarde afbeelding van de toen nog gotische kerk. Het betreft een aquarel van een stadsgezicht van de hand van Albrecht Dürer en toont de spits van de kerk achter de stadsmuren van Innsbruck. Deze afbeelding bevindt zich tegenwoordig in het Albertina te Wenen.
In 1643 werd de kerk een zelfstandig parochiekerk, daarvoor was het een filiaalkerk van Wilten. Het parochiewapen toont de pelgrimsstaf en de schelp van de heilige Jacobus. Enkele jaren later, in 1650, arriveerde het beroemde genadebeeld Maria Hulp der Christenen van Lucas Cranach de Oudere in de kerk, die zich vervolgens tot een bedevaartsplek ontwikkelde. Een aardbeving in 1689 leidde tot schade aan het kerkgebouw.
Tussen 1717 en 1724 volgde er een nieuwbouw van de kerk naar het barokke ontwerp van Johann Jakob Herkomer en Johann Georg Fischer. Na de voltooiing werden de beroemde broers Cosmas Damian Asam en Egid Quirin Asam uit München gevraagd om het gewelf met scènes uit het leven van Sint-Jacobus te versieren respectievelijk van stucwerk te voorzien. De nieuwe kerk werd op 9 september 1724 gewijd door Caspar Ignaz graaf Künigl, prins-bisschop van Brixen.
Tijdens de Tweede Wereldoorlog, op 16 december 1944, werd Innsbruck getroffen door een zware luchtaanval. Twee bommen vielen op de kerk, waardoor het gewelf van het zuidelijke transept werd ingeslagen en de kansel werd verwoest. Ook richtte waterschade grote vernielingen aan. Al vrij snel na het einde van de oorlog begon men met de wederopbouw, die in 1950 kon worden afgesloten.
Als gevolg van de oprichting van het bisdom Innsbruck in 1964, werd de parochiekerk in de rang van een bisschopskerk verheven.
In het jaar 2000 werd in de zuidelijke toren een sacramentskapel ingericht. In hetzelfde jaar vonden er ook plechtigheden plaats in het kader van het 350-jarige jubileum van de overdracht van het genadebeeld Maria Hulp aan de toenmalige parochiekerk. Tegelijkertijd werd een nieuw domorgel ingewijd.

## Inrichting
De hoogwaardige fresco's werden door Cosmas Damian Asam en het stucwerk door Cosmas Damian Asam aangebracht. Het schilderwerk betreft barok illusionisme.
Het hoogaltaar bevat een beeltenis van Maria met Kind van Lucas Cranach de Oudere.
De vergulde kansel werd gebouwd door Nikolaus Moll in 1724. De kansel wordt ondersteund door de goddelijke deugden: Geloof (engel met kruis), Liefde (engel die naar het hart wijst) en de Hoop (de engel met het anker).
In de kerk bevindt zich het grafmonument van Maximiliaan III van Oostenrijk, grootmeester in de Duitse Orde en regent van Tirol van 1612 tot 1618. Het ontwerp stamt van Caspar Gras, volgens anderen van Hubert Gerhard, het gietsel van Heinrich Reinhart. Zeer interessant zijn de gedraaide zuilen, die onder andere met planten, vogels, slakken en sprinkhanen zijn versierd. Boven knielt de vorst naast een staande gestalte van Sint-Joris die de vorst bij de schouder houdt met aan diens voeten de draak. Tot 1772 was Sint-Joris de patroonheilige van Tirol, sinds 2005 is de heilige Joris naast Sint-Jozef de tweede patroonheilige van Tirol. In de dom ligt ook de laatste grootmeester van de Duitse Orde begraven, aartshertog Eugeen van Oostenrijk

## Orgel
Het grote orgel op de westelijke galerij werd in jaren 1998-2000 door het Oostenrijkse orgelbouwbedrijf Pircher in een orgelkas uit 1725 gebouwd. Hierbij werd het pijpmateriaal van de voorganger opnieuw gebruikt. Het instrument bezit 57 registers (3729 pijpen) en heeft mechanische speel- en registertracturen.

## Klokken
De Mariahilfglocke is de op een na grootste historische klok van Tirol en werd in 1846 door de klokkengieterij Grassmayr uit Innsbruck gegoten. De klok is in de noordelijke toren ondergebracht, Elke vrijdag om 15:00 uur herinnert de klok aan de laatste uren van Christus. De andere in 1961 en 1965 aangekochte zeven klokken stammen uit dezelfde gieterij en hangen in de zuidelijke toren. Sinds 1982 is in de noordelijke toren een carillon ondergebracht bestaande uit 48 klokken. Het is het grootste klokkenspel van Oostenrijk. De klokken met een totaal gewicht van 4.100 kg werden in de Nederlandse klokkengieterij Eijsbouts te Asten gegoten en klinken dagelijks om 12:10 uur.

## Afbeeldingen

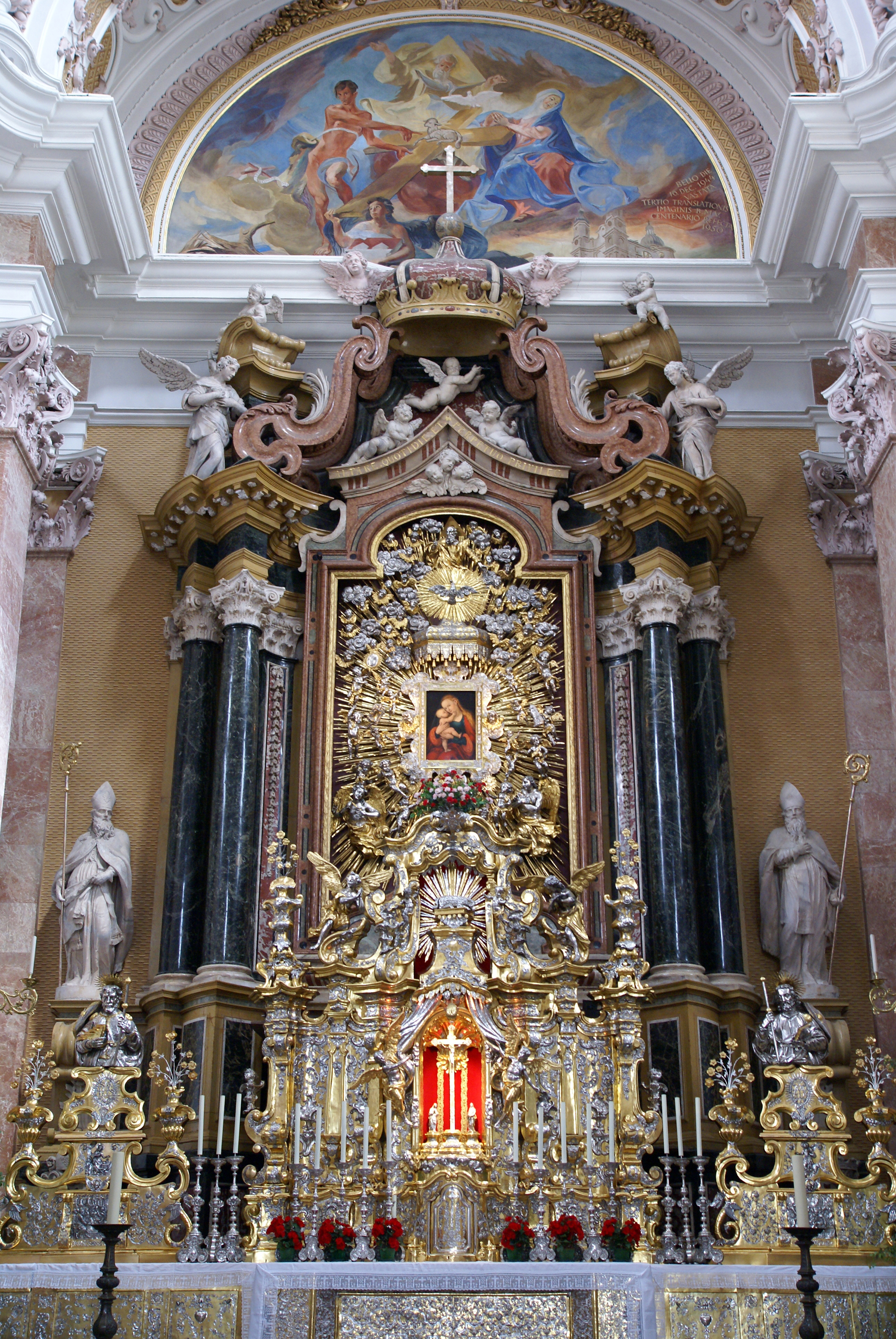
Hoogaltaar
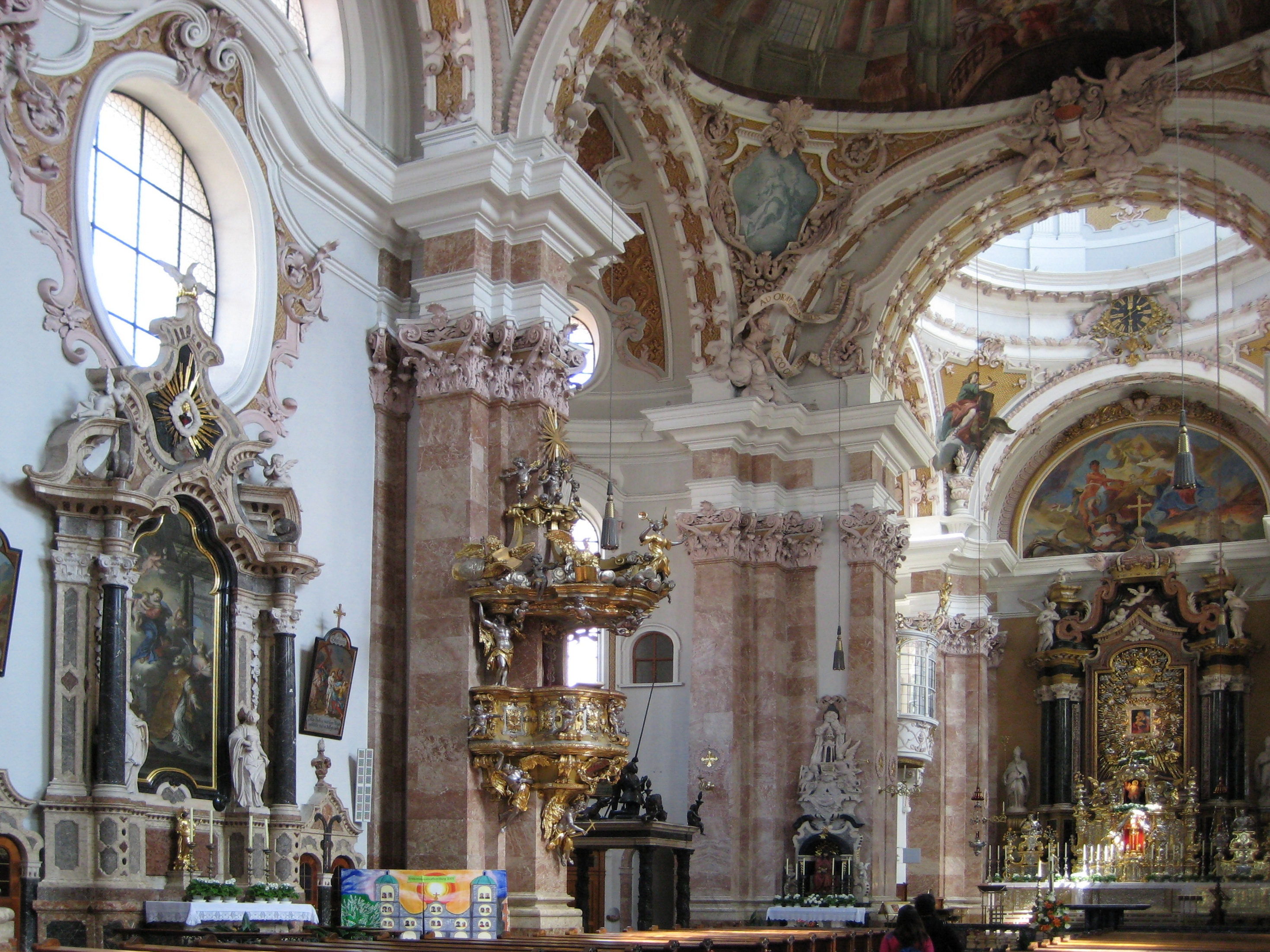
Overzicht interieur
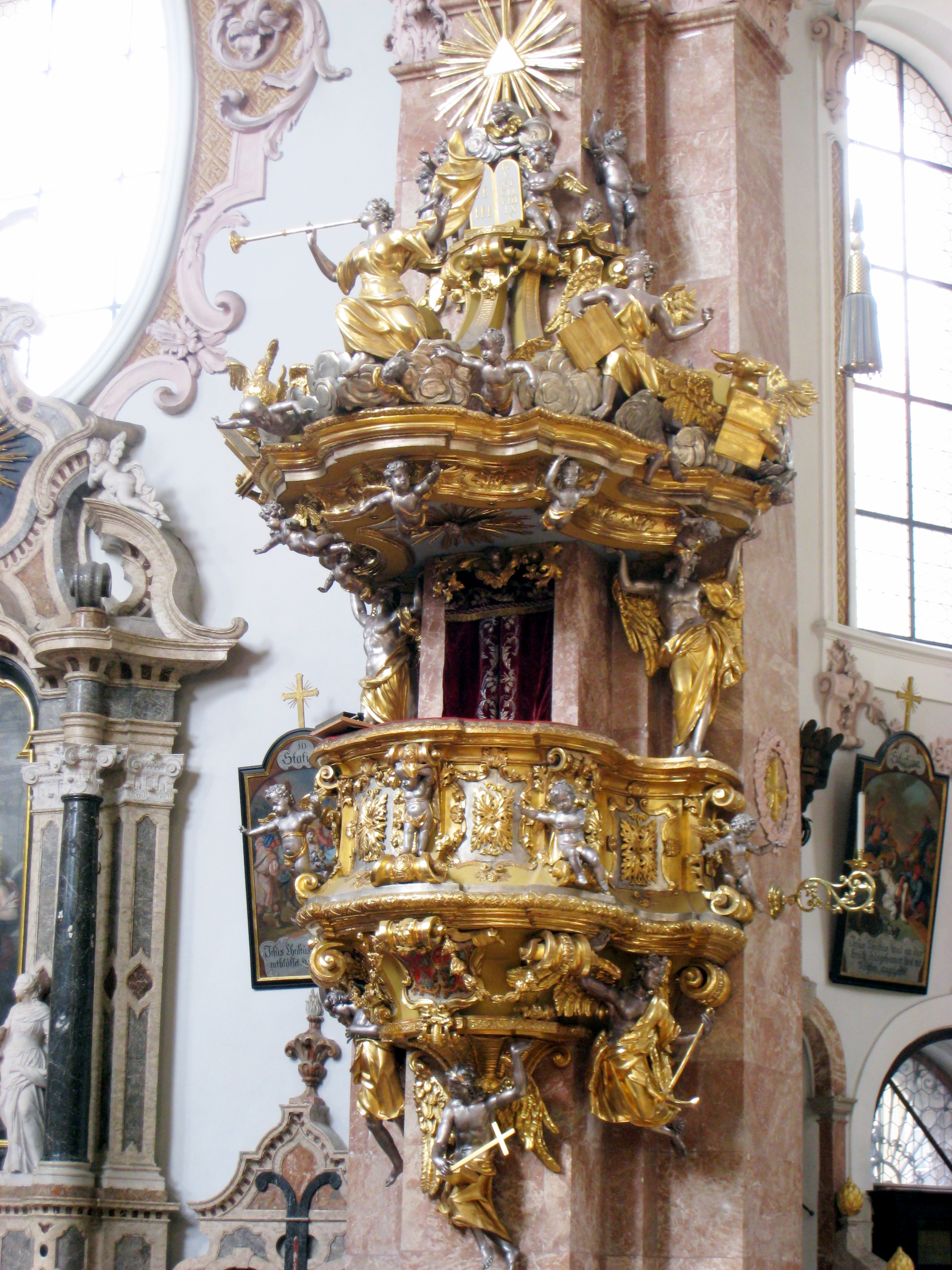
Kansel
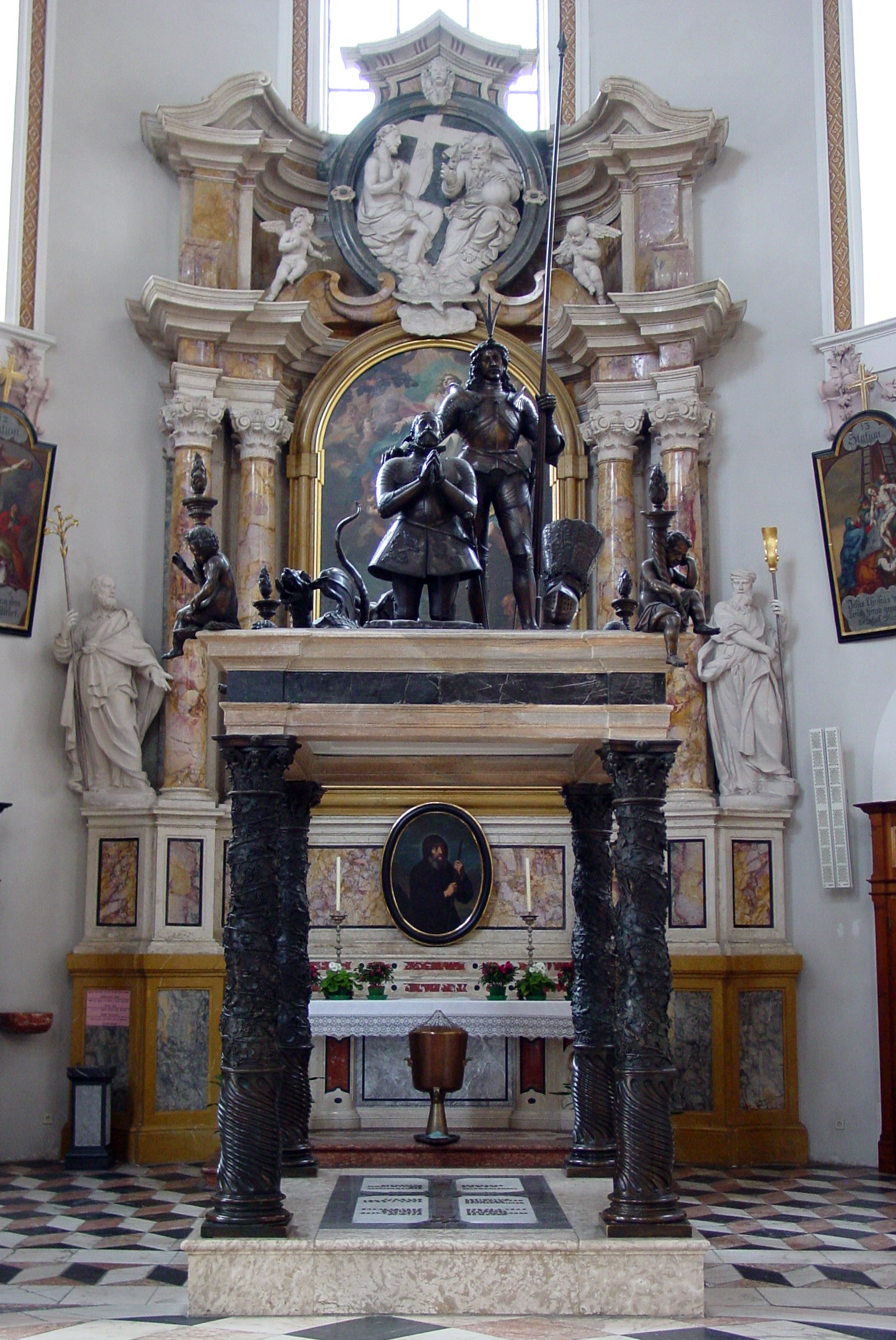
Tombe Maximiliaan III
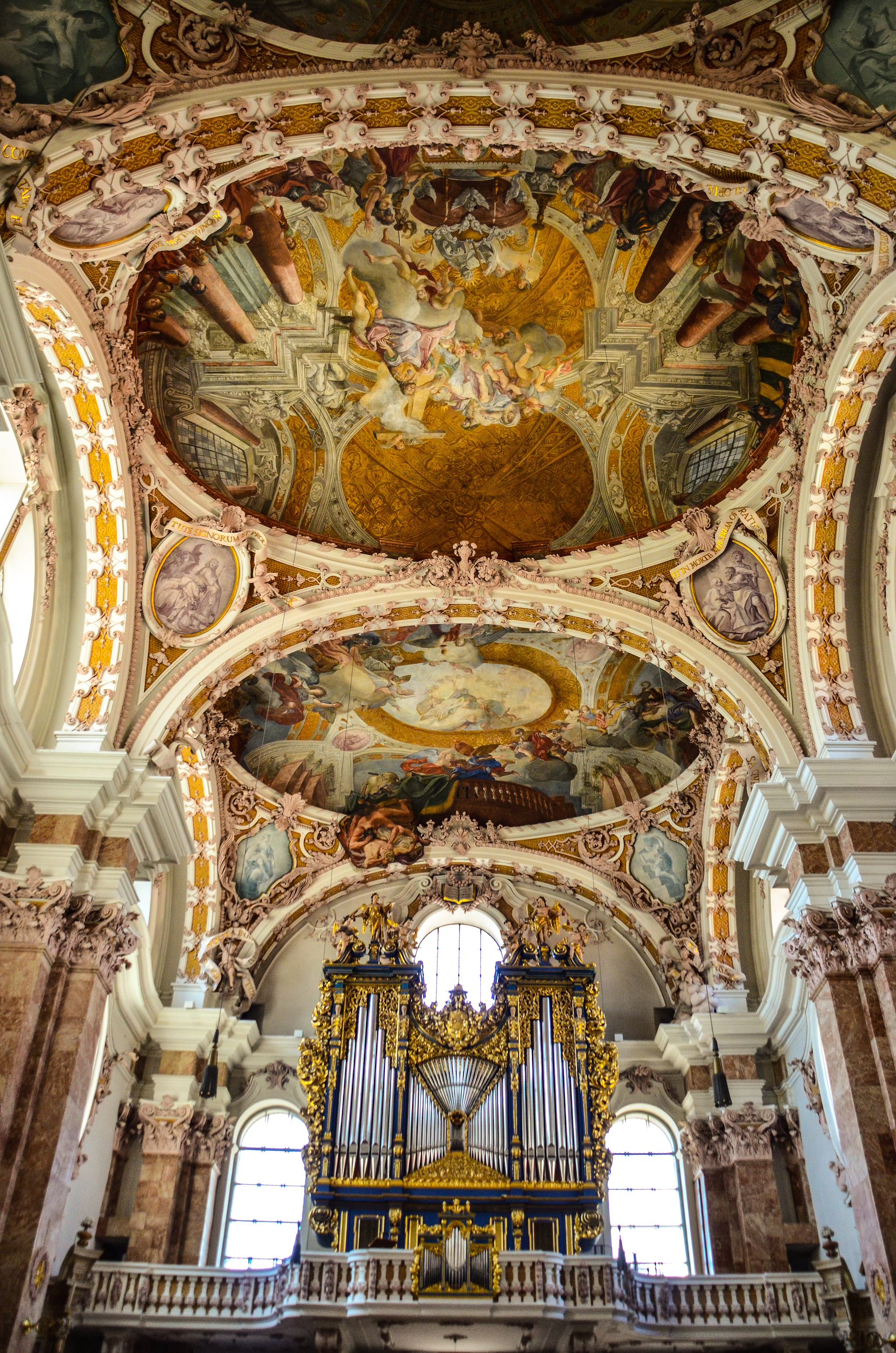
Orgelgalerij
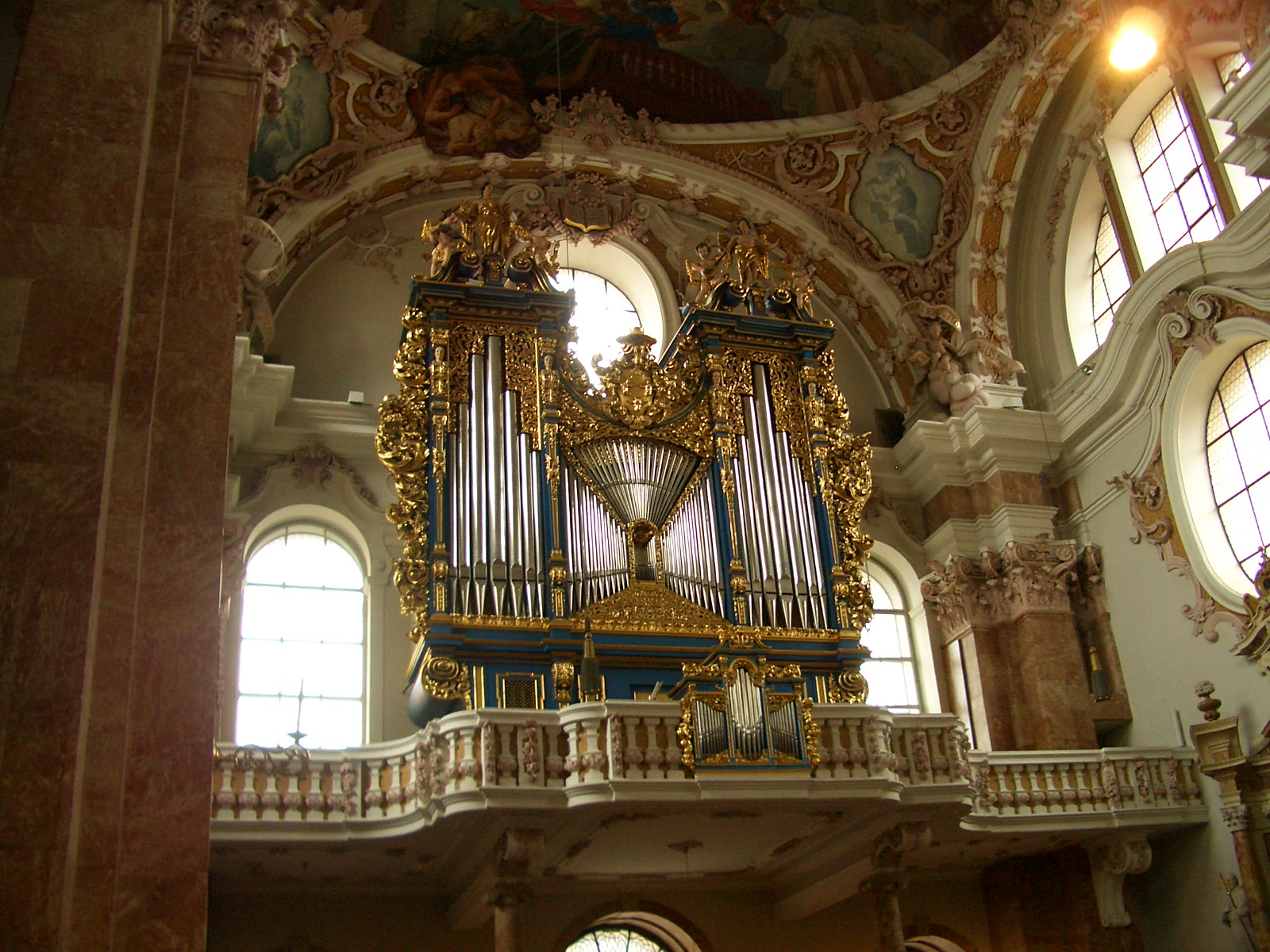
Orgel